# Windows Live Messenger
Windows Live Messenger e компютърна програма, използвана за чат и VoIP телефония, една от най-използваните в света. Създадена е от компанията Microsoft. Преди програмата да е прекръстена на „Windows Live Messenger", се е наричала „MSN Messenger".